# Barosaurus
Barosaurus (tung ödla) vetenskapliga namnet på ett släkte dinosaurie tillhörande ordningen sauropoder och familjen diplodocider. Bland nära släktingar kan nämnas Diplodocus, Galeamopus, Kaatedocus, Leinkupal, Supersaurus och Tornieria. Barosaurus levde i Nordamerika under yngre jura ca 151-145 miljoner år sedan. Barosaurus beskrevs vetenskapligt 1890.
Fossil har även hittats även i Zimbabwe.
Allt tyder på att Barosaurus liksom andra sauropoder var ett flockdjur och fossila spår visade att ungarna gick i mitten för att få maximalt skydd mot rovdinosaurier. Som andra dinosaurier förökade sig djuren med äggläggning.

## Beskrivning
Barosaurus beräknas ha blivit åtminstone 27 meter lång (möjligen betydligt mer) och var länge en av de absolut största kända dinosaurierna men har de senaste 15 åren halkat neråt på den listan när man hittat nya jättar som Puertasaurus, Argentinosaurus, Sauroposeidon med flera. Som alla andra sauropoder var den en fyrbent växtätare med en lång hals, jättelik kropp och lång svans. Som hos andra diplodocider var halsen och svansen proportionellt ännu längre än hos till exempel brachiosauriderna och Titanosauriderna. Hos Barosaurus beräknas svansen och halsen utgjort närmare 80 % av totallängden. Tänderna var mycket svaga så födan svaldes hel. Numer anser man att samtliga diplodocider höll den långa halsen mycket lägre än man trodde tidigare men samtliga kända diplodocider kunde resa sig på bakbenen och på så sätt ändå beta högt uppe i träden. Denna förmåga användes sannolikt också vid försvar mot rovdinosaurier - djuren fällde sig över angriparen och krossade den.
Skallens utseende är annars delvis okänt eftersom man enbart funnit skallfragment.
Barosaurusen hade, liksom andra sauropoder, lungor som liknar de som finns hos fåglar.
Fynd av fossiliserad hud visar att huden var täckt av fjäll och inte fjädrar.